# Huangkang (Hupej)
Huangkang (egyszerűsített kínai írással: 黄冈市, pinjin: Huánggāng Shì) prefektúra szintű város Kínában, Hupej tartományban. Lakosainak száma 5 882 719 fő (2020).

## Népesség
| 2019 | 6 333 000 |
| 2020 | 5 882 719 |

## Testvérvárosok
- Csicsihar

## Híres emberek
- Itt született Lin Piao  (kínai kommunista katonai vezető)